# 나타샤 캄푸슈

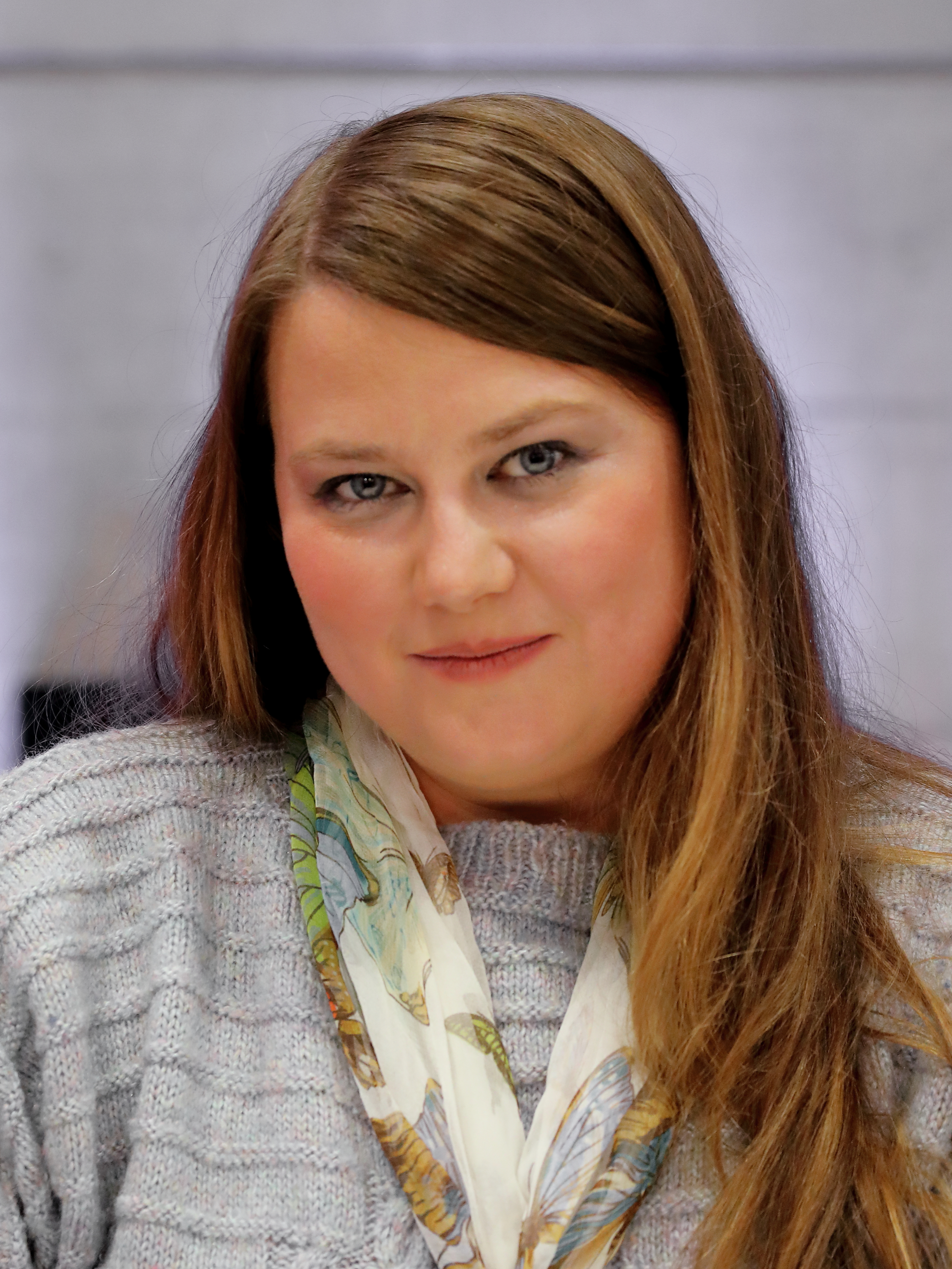

나타샤 마리아 캄푸슈(독일어: Natascha Maria Kampusch, 1988년 2월 17일 ~ )는 오스트리아의 여성이다. 1998년 3월 2일 오스트리아 빈에서 당시 10세일 때 볼프강 프리클로필(Wolfgang Přiklopil)에게 납치되어 2006년 8월 23일에 탈출하여 빈 근처에서 경찰에 보호되었다.
2010년 9월 16일, 자서전 《3,096 Days》를 간행하였으며, 이 작품은 영화화되어 《3096일》이라는 제목으로 2013년 공개되었다.

## 같이 보기
- 프리츨 사건